# Sanktuarium Matki Bożej Pocieszenia w Kawnicach
Sanktuarium Matki Bożej Pocieszenia w Kawnicach – rzymskokatolicki kościół parafialny i sanktuarium maryjne należące do parafii pod tym samym wezwaniem (dekanat goliński archidiecezji gnieźnieńskiej). Sanktuarium opiekują się księża Salezjanie.
Obecna murowana świątynia (siódma z kolei) została zbudowana w latach 1948–1951, natomiast konsekrowana została przez biskupa Franciszka Korszyńskiego w dniu 1 lipca 1951 roku. Pod względem architektonicznym budowla jest mieszkanką różnorodnych styli. Wysoka wieża jest zwieńczona barokowym dachem hełmowym, natomiast na dachu bocznej kaplicy jest umieszczona bizantyjska kopuła. Na miejscu nawy, po poprzedniej, przedwojennej świątyni jest usytuowana kaplica z podcieniami. Najcenniejszym zabytkiem kościoła jest znajdujący się w głównym ołtarzu słynący łaskami obraz Matki Bożej Pocieszenia, namalowany na początku XVII wieku. W 1628 roku lokalny dziedzic Stanisław Gorzewski razem z księdzem proboszczem ufundowali obraz Matki Bożej z Dzieciątkiem i umieścili go w świątyni parafialnej. Obraz potem zasłynął łaskami, co spowodowało napływ pielgrzymów oraz wzrost liczby wotów, które pątnicy składali kawnickiej Madonnie jako podziękowanie za otrzymane łaski. Obraz został namalowany w stylu wczesnobarokowym i nawiązuje do ikon bizantyjskich oraz do słynnego wizerunku rzymskiego Salus Populi Romani z bazyliki Matki Bożej Większej. Został sprowadzony zapewne ze Lwowa, a jedno ze źródeł podaje, iż autorem dzieła mógł być Krzysztof Aleksander Boguszewski (zmarły w 1635 roku) ze szkoły wielkopolskiej, który pod koniec życia został księdzem i proboszczem parafii pw. św. Wojciecha w Poznaniu. Od 1981 roku opiekunami cudownego obrazu Matki Bożej Kawnickiej są księża salezjanie, którym biskup włocławski powierzył sanktuarium.